# Cerrito Colorado, Durango
Cerrito Colorado är en ort i Mexiko.   Den ligger i kommunen Cuencamé och delstaten Durango, i den centrala delen av landet, 700 km nordväst om huvudstaden Mexico City. Cerrito Colorado ligger 1 455 meter över havet och antalet invånare är 109.
Terrängen runt Cerrito Colorado är platt åt sydväst, men åt nordost är den kuperad. Runt Cerrito Colorado är det mycket glesbefolkat, med 4 invånare per kvadratkilometer. Närmaste större samhälle är La Lagunilla, 7,7 km söder om Cerrito Colorado. Omgivningarna runt Cerrito Colorado är i huvudsak ett öppet busklandskap.